# Detenzioni di migranti dell'amministrazione Trump
La detenzione di migranti dell'amministrazione Trump è una politica in materia immigratoria sviluppata durante la presidenza di Donald Trump.
L'amministrazione Trump (come estensione della politica dell'amministrazione Obama) ha detenuto gli immigrati irregolari che cercavano di entrare negli Stati Uniti attraverso il confine tra Messico e Stati Uniti. A maggio e luglio 2019, i rapporti governativi dell'Ufficio del Segretario generale del Dipartimento per la sicurezza interna hanno mostrato che gli immigrati sono stati trattenuti in condizioni che non rispettavano gli standard federali, con lunghi periodi di detenzione, sovraffollamento e scarsi standard alimentari e igienici. Alcuni cittadini statunitensi sono stati detenuti illegalmente.
Gli Stati Uniti e la detenzione degli immigrati centroamericani hanno una storia che risale agli anni '70 sotto Jimmy Carter. Dal 1880 in poi, sotto la presidenza di Ronald Reagan, il carico di immigrati caraibici finì in detenzione. Fin dal primo decennio del XXI secolo, perseguire gli immigrati che attraversano illegalmente il confine è diventata una priorità di George W. Bush e di Barack Obama. Tuttavia, l'amministrazione Trump ha adottato un approccio più duro rispetto alle precedenti amministrazioni per quanto riguarda la detenzione degli immigrati, non consentendo alcuna deroga alla detenzione oltre alle amministrazioni di Obama e George W. Bush.

## Contesto
Le statistiche della United States Customs and Border Protection (CBP) hanno mostrato che il numero di immigrati detenuti al confine tra Messico e Stati Uniti nell'anno fiscale 2017 era di circa 300.000, il numero più basso registrato dal 1971. Nell'anno fiscale 2018, il numero di detenuti era 400.000. Negli anni fiscali tra il 2000 e il 2008, il numero dei detenuti ha sempre superato i 600.000, raggiungendo i massimi nell'anno fiscale 2000, con la detenzione di oltre 1,6 milioni di immigrati e negli anni fiscali tra il 2009 e il 2018 il numero è stato sempre inferiore a 600.000.
Le ragioni per cui gli immigrati entrano negli Stati Uniti includono la fuga dalla violenza, dalla povertà e dagli effetti del cambiamento climatico nei loro paesi d'origine..
La responsabilità di trattenere gli immigrati per lunghi periodi spetta all'Immigration and Customs Enforcement, non alla CBP. L'ingresso illegale negli Stati Uniti può comportare la detenzione in una prigione federale fino a 180 giorni. I recidivi possono essere reclusi fino a due anni a cui possono aggiungersi ulteriori periodi se ci sono precedenti condanne penali nei confronti di quegli immigrati.. Sotto l'amministrazione Trump, le leggi sull'immigrazione negli Stati Uniti hanno concesso al ramo esecutivo ampio margine di manovra per decidere chi sono gli immigrati detenuti e quali rilasciati in attesa delle loro udienze.

## Azioni dell'amministrazione Trump

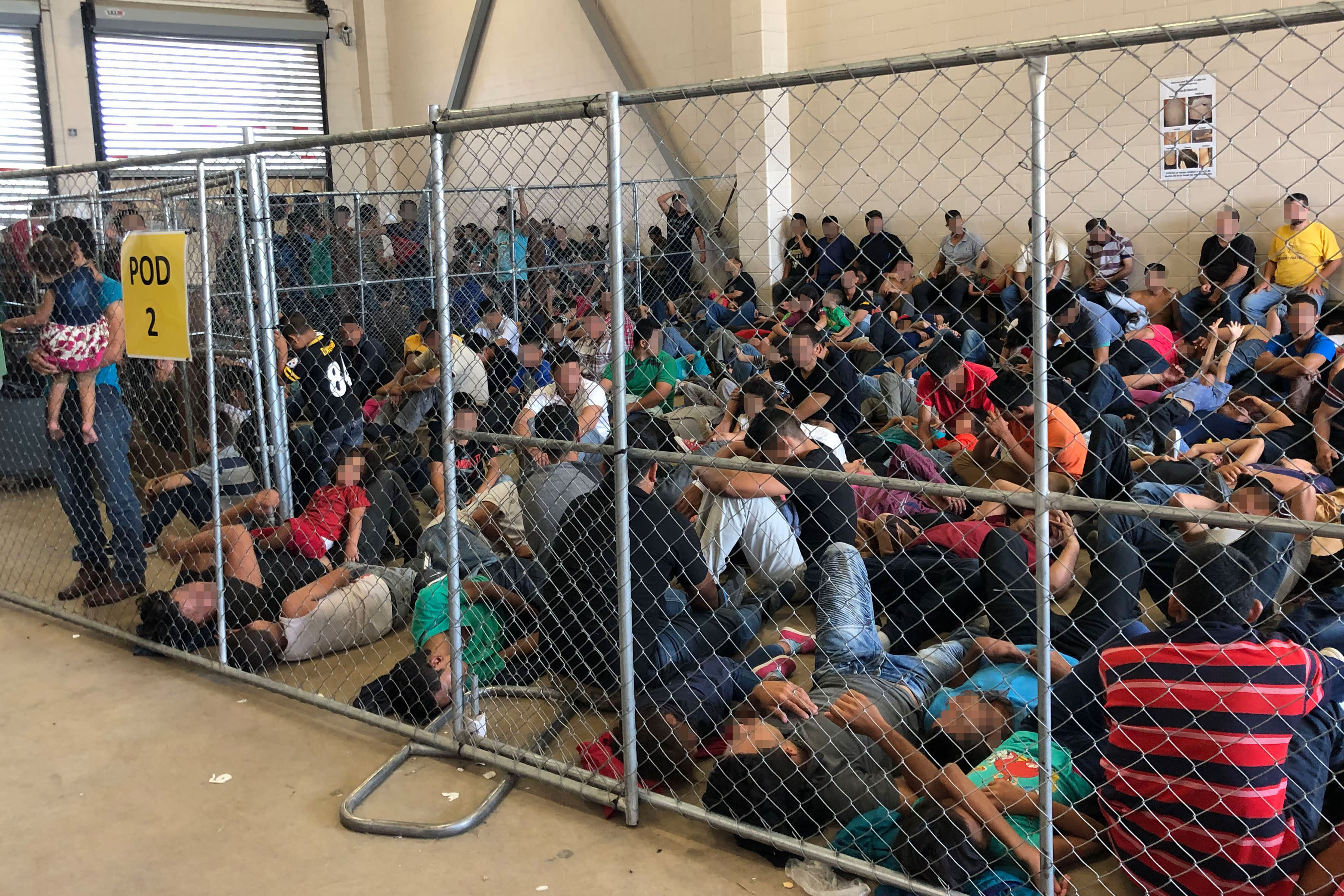
Migranti detenuti in condizioni di sovraffollamento a McAllen, in Texas, come osservato dagli ispettori del governo federale nel giugno 2019

Nel gennaio 2017, Trump ha annunciato che 11 milioni di immigrati sarebbero stati soggetti a detenzione e deportazione, compresi gli immigrati legali che avevano precedentemente commesso crimini ma non erano ancora stati arrestati.
Nel gennaio 2019, Trump ha fatto otto accuse, in un periodo di 12 giorni, secondo cui i trafficanti di esseri umani hanno trasportato donne attraverso il confine tra Messico e Stati Uniti mettendole in veicoli e tappandole la bocca. Ha detto che questo scenario è un evento frequente, ma gli esperti non hanno annunciato la validità di tali cose. Inoltre, non sono pervenute notizie in merito. Dopo che Trump ha fatto le accuse, il Border Patrol Command ha chiesto ai suoi agenti di fornire urgentemente "tutte le informazioni" che avevano sulle accuse di Trump.
Nello stesso mese, gennaio del 2019, la portavoce della Casa Bianca Sarah Huckabee Sanders ha dichiarato falsamente che il BPC aveva arrestato circa 4.000 terroristi noti o sospetti che "sono entrati attraverso il confine meridionale". C'erano già 3.755 terroristi noti o sospetti arrestati nell'anno fiscale 2017, ma quelli che sono entrati negli Stati Uniti includevano quelli che erano entrati attraverso aeroporti e porti (la maggior parte dei detenuti si trovava negli aeroporti). NBC News ha riferito che tra ottobre 2017 e marzo 2018, l'amministrazione Trump ha arrestato solo 41 terroristi noti o sospetti al confine meridionale, 35 dei quali erano cittadini statunitensi o residenti permanenti legali. Nel 2017, il Dipartimento di Stato ha riferito che "non ci sono prove credibili di gruppi terroristici che inviano i loro agenti negli Stati Uniti attraverso il Messico". Il vicepresidente Mike Pence, quando gli è stato chiesto delle false accuse di Sanders, ha affermato che "circa 3.000 individui con interessi speciali sono stati arrestati sul confine meridionale, con retroscena sospetti che potrebbero suggerire legami terroristici". Kirstjen Nielsen ha fatto un'affermazione simile. Tuttavia, il termine stranieri con interessi speciali si riferisce a quelli provenienti da paesi che producono terrorismo, ma questo non significa necessariamente che gli stranieri con interessi speciali siano sospetti terroristi.
Nel febbraio 2019, Trump ha dichiarato un'emergenza nazionale oltre il confine meridionale degli Stati Uniti, che ha attribuito all'afflusso di immigrati che potrebbero commettere attività criminali negli Stati Uniti. La giornalista del Washington Post Maria Sacchetti ha risposto che in quel mese oltre il 60% degli immigrati detenuti dall'Ufficio Immigrazione e Dogana degli Stati Uniti non aveva precedenti penali.
Nel giugno 2019, il Senato degli Stati Uniti ha approvato un voto bipartisan di 8-8-4 che avrebbe fornito $ 4,6 miliardi, di cui $ 1,1 miliardi andati alla US Customs and Border Protection per sviluppare strutture e cure per l'immigrazione, e quasi $ 2,9 miliardi. per il Dipartimento della salute e dei servizi umani degli Stati Uniti d'America per migliorare le condizioni dei figli degli immigrati. Sempre quel mese, la Camera dei rappresentanti degli Stati Uniti ha approvato un voto simile di 305-102 del disegno di legge approvato dalla Camera, nonostante l'opposizione dei Democratici che vogliono maggiori tutele per i bambini immigrati e più mezzi per garantire la responsabilità per i fondi.

### Separazione dei membri della famiglia
L'amministrazione Trump ha detenuto le famiglie di immigrati separandole, ponendo gli adulti in detenzione penale per essere perseguiti, e trattando i bambini come minori stranieri non accompagnati. Il 5 maggio 2019, l'amministrazione Trump ha avviato una politica di "tolleranza zero" per l'immigrazione clandestina, annunciando che avrebbe detenuto e perseguito tutti gli immigrati clandestini, in contrasto con la pratica passata comune (arresto e rilascio degli immigrati) di rilasciare gli immigrati in America in attesa dei loro casi di immigrazione. Il 20 giugno 2019, il presidente Trump ha emesso un ordine esecutivo per detenere insieme le famiglie di immigrati; A quel tempo, la famiglia avrebbe dovuto essere confinata solo per un massimo di venti giorni.